# 금오초등학교 (경남)
금오초등학교(金五初等學校)는 대한민국 경상남도 양산시에 있는 공립 초등학교이다.

## 연혁
- 2020년 3월 1일 : 개교